# 延川县
延川县是中国陕西省延安市所辖的一个县，位于延安市东北部、黄河西岸，是一个传统农业县、革命老区县，也是“十二五”期间扶贫开发重点县之一。总土地面积为1985平方公里，总人口13.97万人。

## 自然资源
延川光热条件好，是国家林业局命名的“中国红枣之乡”；自然景观壮美，黄河流经县境68公里形成的秦晋大峡谷，是国土资源部命名的“黄河蛇曲地质公园”。
矿产资源较为丰富，县境内已探明石油可开采量212万吨、煤炭6600万吨，岩盐储量153亿吨，天然气储量预计在500亿立方米以上。

## 行政区划
延川县下辖1个街道办事处、7个镇：
大禹街道、永坪镇、延水关镇、文安驿镇、杨家圪坮镇、贾家坪镇、关庄镇和乾坤湾镇。

## 人口
2020年末，延安市第七次全国人口普查公报显示：延川县常住人口为139713人，男性占比52.34%，女性占比47.66%，年龄结构中0-14岁占比19.89%，15-59岁占比61.35%，60岁以上占比18.77%，65岁以上占比12.52%。

## 交通
交通较为便利，主要干线有 210国道、 341国道和 201省道、 205省道两条省道，延安至延水关高速公路正在建设。

## 经济
2011年全县实现生产总值81.2亿元，其中县属生产总值20.8亿元；完成地方财政收入1.9亿元，固定资产投资12.1亿元，社会消费品零售总额5.7亿元；城镇居民人均可支配收入和农民人均纯收入分别达到17977元和4970元。

## 文化
文化底蕴深厚，是文化部命名的“全国现代民间艺术之乡”，剪纸、布堆画、大秧歌、说书、道情等民间艺术独具魅力；崇文重教氛围浓厚，是省级教育强县、著名的作家县(李娓娓、路遥、史铁生等）。

## 历史
现任中共中央总书记习近平年少时作为知青，下放在本县文安驿镇梁家河村公社上山下乡。